# 69ª Divisione fucilieri motorizzata delle guardie "Krasnoselo"
La 69ª Divisione fucilieri motorizzata delle guardie "Krasnoselo" (in russo 69-я гвардейская мотострелковая Красносельская дивизия?, 69-ja gvardejskaja motostrelkovaja Krasnosel'skaja divizija, unità militare 02511) è un'unità di fanteria meccanizzata delle Forze terrestri russe, subordinata alla 6ª Armata combinata del Distretto militare di Leningrado e con base a Kamenka nell'oblast' di Leningrado.
Durante la riforma delle Forze armate russe del 1997 è stata ridimensionata nella 138ª Brigata fucilieri motorizzata delle guardie, prendendo parte in questa veste all'invasione russa dell'Ucraina del 2022, durante la quale nel 2024 è stata nuovamente elevata al rango di divisione.

## Storia

### Unione Sovietica
Le origini della brigata risalgono alla 70ª Divisione fucilieri dell'Armata Rossa, costituitasi presso Kujbyšev (oggi Samara) il 1 maggio 1934, comprendente il 208º, 209º e 210º Reggimento fucilieri, il 70º Reggimento artiglieria e un battaglione corazzato, genieri, ricognizione e comunicazioni. Nel 1936 venne schierata al confine con la Finlandia. Prese parte alla guerra d'inverno, combattendo nell'istmo careliano. Dopo diverse battaglie, durante le quali cercò di sfondare la Linea Mannerheim senza successo, nel marzo 1940 riuscì ad oltrepassare la baia di Vyborg ghiacciata e oltrepassare così le fortificazioni nemiche. Per questa azione verrà insignita dell'Ordine di Lenin il 21 marzo. Oltre 1500 uomini della divisione furono decorati, di cui sedici Eroi dell'Unione Sovietica, fra i quali spicca il comandante Michail Kirponos.
In seguito allo scoppio dell'Operazione Barbarossa la divisione entrò a far parte del Fronte settentrionale, creato il 24 giugno 1941. A luglio venne assegnata al Fronte nord-occidentale e inviata al fronte, entrando in combattimento con le truppe tedesche per la prima volta nei pressi di Sol'cy. Nel corso di tre giorni di duri scontri contrattaccò la 6. Panzer-Division, ma venne costretta a ritirarsi verso la linea Luga-Dno. Ad agosto combatté nell'area di Šimsk. Dopo soli due mesi era ridotta a una forza di 6235 uomini e 31 pezzi di artiglieria, avendo iniziato al guerra con oltre 14000 soldati e 200 fra obici e mortai. Successivamente prese parte a battaglie difensive presso Puškin e Krasnyj Bor, ritirandosi verso Leningrado. Nel 1942 combatté nel corso dell'assedio di Leningrado, dove a settembre riuscì a vincere la resistenza tedesca e attraversare il fiume Neva, ottenendo una testa di ponte sulla sponda opposta. Per questa azione fu insignita del titolo di unità delle guardie, venendo così promossa a 45ª Divisione fucilieri delle guardie il 16 ottobre 1942.
Nel gennaio 1943 la divisione partecipò all'operazione Iskra come parte della 67ª Armata, senza però ottenere successo nell'assaltare le trincee nemiche oltre la testa di ponte sul Neva. Rinforzata e riorganizzata, a febbraio lanciò un'offensiva nella zona di Kolpino, ma venne fermata dalla strenua resistenza della 250. Infanterie-Division spagnola. Insieme ad altre unità dell'armata condusse altri tentativi di attacco nell'estate del 1943, ma senza risultati apprezzabili. All'inizio del 1944 prese parte alle operazioni volte a liberare di Leningrado dal blocco. Il 21 gennaio la divisione venne ufficialmente dedicata a Krasnoe Selo, villaggio della periferia sud della città. A febbraio riuscì ad attraversare il fiume Narva, difendendo la testa di ponte ottenuta fino a marzo, quando venne ritirata nelle retrovie. Il 23 marzo venne insignita dell'Ordine della Bandiera rossa.
Nel maggio 1944 la divisione venne trasferita attraverso il golfo di Finlandia per essere impiegata in combattimento in direzione di Vyborg. A giugno prese parte alla battaglia di Tali-Ihantala. A settembre venne trasferita nella regione di Tartu, dove condusse un'offensiva in direzione di Rakvere, sfondando le difese della 11. Infanterie-Division e di altre unità della Wehrmacht. Dall'autunno 1944 fino al maggio 1945 la divisione partecipò al blocco delle forze tedesche nella sacca di Curlandia, contribuendo a rastrellare l'area e catturare prigionieri dopo la resa della Germania nazista il 7 maggio. Dopo la fine della seconda guerra mondiale entrò solennemente a Leningrado, dove sfilò in una marcia solenne l'8 luglio.
Il 22 ottobre 1948 la divisione venne ufficialmente intitolata ad A. A. Ždanov. Il 25 giugno 1957 venne riorganizzata come fanteria motorizzata, diventando la 45ª Divisione fucilieri motorizzata delle guardie.

### Federazione Russa
Ereditata dalla Russia dopo lo scioglimento dell'Unione Sovietica, nel 1992 elementi della divisione sono stati schierati a Rîbnița in seguito all'intervento russo nella guerra di Transnistria. Ha preso parte anche alla guerra georgiano-abcasa e alla guerra in Ossezia del Sud.
Fra il 1994 e il 1995 un reggimento fucilieri motorizzato e un battaglione corazzato della divisione sono stati impiegati in Cecenia, combattendo duramente durante l'assedio di Groznyj. Nel dicembre 1997 la divisione è stata riorganizzata nella 138ª Brigata fucilieri motorizzata delle guardie. L'unità ha preso parte anche alla seconda guerra cecena, dove ha condotto un'operazione al fine di eliminare i reparti ceceni sopravvissuti alla battaglia di Groznyj.
Nel 2015 elementi della brigata hanno preso parte alla guerra del Donbass, penetrando in territorio ucraino e combattendo nella battaglia di Debal'ceve, subendo pesanti perdite.

#### Guerra russo-ucraina
Due gruppi tattici di battaglione della brigata, di circa 800 uomini ciascuno, hanno partecipato all'invasione russa dell'Ucraina del 2022, combattendo nell'area di Charkiv e venendo completamente sconfitti dalla 92ª Brigata meccanizzata, rinforzata da elementi della Difesa Territoriale. Nel corso della battaglia per la città l'unità ha avuto centinaia di feriti e numerosi caduti, fra cui un comandante di battaglione, tenente colonnello Vadim Gerasimov. Dopo il fallimento dell'offensiva russa, a maggio la brigata è stata ritirata in Russia. Fra giugno e luglio ha varcato nuovamente il confine, rinnovando i tentativi di avanzata su Charkiv nell'ambito dell'offensiva russa nel Donbass. A settembre la regione è stata completamente liberata dalla controffensiva ucraina, costringendo la brigata a ritirarsi nuovamente dopo aver subito diverse perdite. Nel corso del 2023 è rimasta schierata nel settore a nord di Kup"jans'k insieme alla 25ª Brigata fucilieri motorizzata, effettuando contrattacchi locali e rioccupando il villaggio di Hrjanykivka il 14 febbraio. Fra dicembre 2023 e gennaio 2024 le due brigate sono state mandate ripetutamente all'assalto del villaggio di Syn'kivka, venendo sempre respinte dalla 14ª e 30ª Brigata meccanizzata ucraina e subendo gravi perdite nei reparti meccanizzati, impiegati in modo sconsiderato contro le difese nemiche. Per ripianare le perdite la brigata è stata rinforzata con personale mobilitato proveniente dal 1427º Reggimento fucilieri motorizzato (unità militare 95367), costituito nell'autunno del 2022 nell'oblast' di Kaliningrad e addestrato sul territorio della Repubblica Popolare di Lugansk, e dal 1844º Battaglione fucilieri motorizzato (unità militare 69366).
Ad aprile 2024 elementi della 6ª Armata combinata, comprendendi quindi la 138ª e la 25ª Brigata fucilieri motorizzata, dell'11º Corpo d'armata, come la 18ª Divisione fucilieri motorizzata, e del neocostituito 44º Corpo d'armata sono stati schierati lungo i confini degli oblast' di Brjansk, Kursk e Belgorod per andare a formare il Gruppo di forze "Nord". Il 1º maggio la brigata è stata riorganizzata nella 69ª Divisione fucilieri motorizzata delle guardie, integrando nel proprio organico anche il 344º Reggimento fucilieri motorizzato (unità militare 11045) formato da truppe territoriali mobilitate nel 2023. A partire dal 10 maggio l'82º Reggimento della nuova divisione è stato impiegato nella rinnovata offensiva russa nella regione di Charkiv, operando in direzione di Vovčans'k insieme alla 25ª Brigata fucilieri motorizzata. Nel corso degli assalti alla cittadina l'unità ha subito perdite tali da doversi fermare per essere ricostituita, portando ad uno stallo delle operazioni all'inizio di giugno. Durante questi combattimenti nell'oblast' di Charkiv è stato ucciso il comandante della divisione, colonnello Evgenij Ochrimenko.
All'inizio di agosto 2024 elementi della divisione, pari a un battaglione rinforzato, sono stati trasferiti nell'oblast' di Kursk per contrastare l'offensiva ucraina in territorio russo. Nella seconda metà di agosto ulteriori elementi dell'83º Reggimento appena costituito hanno lasciato il campo di addestramento di Kamenka e sono stati schierati nel settore, seguiti dal 1427º Reggimento subordinato alla divisione. Alla fine di settembre l'82º Reggimento è stato invece impiegato in combattimento a Vovčans'k, subendo la distruzione di due intere compagnie durante un assalto verso il centro della città difesa dalla 57ª Brigata motorizzata. Alla fine di marzo 2025 elementi dell'83º Reggimento sono stati impiegati per contrastare l'incursione ucraina nell'oblast' di Belgorod, scontrandosi con il 225º Reggimento d'assalto e subendo diverse perdite fra cui un vice comandante di battaglione, tenente colonnello Jurij Lomkin. All'inizio di maggio un comandante di battaglione del 1427º Reggimento, maggiore Viktor Maročkanič, è stato a sua volta ucciso in combattimento. Durante l'estate del 2025 l'83º Reggimento è rimasto schierato a nord di Kup"jans'k, sul confine della regione di Charkiv, dove il 26 luglio ne è stato ucciso in azione il comandante, colonnello Michail Lebedev.

## Struttura
138ª Brigata fucilieri motorizzata (1997-2024)
- Comando di brigata[43]
- 667º Battaglione fucilieri motorizzato delle guardie "Leningrado"
- 697º Battaglione fucilieri motorizzato delle guardie "Leningrado" (unità militare 67636)
- 708º Battaglione fucilieri motorizzato delle guardie "Leningrado"
- 133º Battaglione corazzato delle guardie "Idrica" (T-72B3) (unità militare 52800)
- Gruppo artiglieria
  - Batteria controllo e ricognizione di artiglieria
  - 486º Battaglione artiglieria semovente delle guardie "Leningrado" (2S3 Akatsiya)
  - 721º Battaglione artiglieria semovente (2S3 Akatsiya)
  - 383º Battaglione artiglieria lanciarazzi (BM-21 Grad)
  - 1525º Battaglione artiglieria controcarri (MT-12 Rapira e 9K114 Šturm)
- Gruppo difesa aerea
  - Plotone controllo e ricognizione radar
  - 247º Battaglione missilistico contraereo delle guardie (Tor-M2DT e 9K33 Osa)
  - 253º Battaglione artiglieria missilistica contraerei (9K35 Strela-10, 2K22 Tunguska e 9K38 Igla)
- 49º Battaglione genio delle guardie
- Battaglione ricognizione
- Battaglione comunicazioni
- Battaglione manutenzione
- Battaglione logistico
- Compagnia comando
- Compagnia guerra elettronica
- Compagnia UAV
- Compagnia difesa NBC
- Compagnia cecchini
- Compagnia medica

69ª Divisione fucilieri motorizzata (2024-oggi)
- Comando di divisione
- 82º Reggimento fucilieri motorizzato (unità militare 52033)[44]
  - 1º Battaglione fucilieri motorizzato
  - 2º Battaglione fucilieri motorizzato
  - 3º Battaglione fucilieri motorizzato
  - Battaglione corazzato
  - Battaglione artiglieria
  - Unità di supporto
- 83º Reggimento fucilieri motorizzato (unità militare 52034)
  - 1º Battaglione fucilieri motorizzato
  - 2º Battaglione fucilieri motorizzato
  - 3º Battaglione fucilieri motorizzato
  - Battaglione corazzato
  - Battaglione artiglieria
  - Unità di supporto
- 15º Reggimento corazzato (unità militare 52055)
  - 1º Battaglione corazzato
  - 2º Battaglione corazzato
  - 3º Battaglione corazzato
  - Battaglione fucilieri motorizzato
  - Battaglione artiglieria
  - Unità di supporto
- 60º Reggimento artiglieria semovente (unità militare 52056)
- 16º Battaglione artiglieria controcarri (unità militare 52064)
- 73º Battaglione missilistico contraereo (unità militare 52065)
- 82º Battaglione ricognizione (unità militare 52067)
- 24º Battaglione genio (unità militare 52081)
- 76º Battaglione comunicazioni (unità militare 52083)
- 54º Battaglione logistico (unità militare 52092)
- 10º Battaglione medico (unità militare 52102)
- Compagnia comando
- Compagnia guerra elettronica
- Compagnia UAV
- Compagnia difesa NBC
- Compagnia cecchini

## Comandanti

### Unione Sovietica
- Kombrig Semën Frolov (1934-1937)
- Kombrig Maksim Šmyrov (1937-1939)
- Colonnello Fëdor Prochorov (1939)
- Komdiv Michail Kirponos (1939-1940)
- Maggior generale Andrej Fedjunin (1940-1941) †[45]
- Colonnello Grigorij Vechin (1941)
- Colonnello Evgenij Cukanov (1942)
- Maggior generale Anatolij Krasnov (1942-1943)
- Maggior generale Savelij Putilov (1943-1944)
- Maggior generale Ivan Trusov (1944-1946)
- Maggior generale Timofej Dudorov (1953-1956)
- Maggior generale Ivan Trusov (1946-1947)
- Maggior generale Andrej Miščenko (1947-1950)
- Maggior generale Vasilij Sokolov (1950-1952)
- Maggior generale Ivan Mošljak (1952-1958)
- Maggior generale Fëdor Baturin (1958-1964)
- Maggior generale Vladislav Grigor'ev (1964-1969)
- Colonnello Leonid Koževnikov (1969-1970)
- Maggior generale Nikolaj Popov (1970-1973)
- Maggior generale Valerij Patrikeev (1973-1975)
- Colonnello Viktor Kopytin (1975-1977)

### Federazione Russa
- Maggior generale Michail Malofeev (1997-1999)
- Maggior generale Igor' Turčenjuk (1999-2000)
- Maggior generale Anatolij Ëlkin (2000-2002)
- Maggior generale Andrej Serdjukov (2002-2004)
- Maggior generale Vladimir Cil'ko (2004-2005)
- Colonnello Aleksandr Pomanenko (2005-2008)
- Colonnello Alibek Aslanbekov (2008-2009)
- Colonnello Dmitrij Jašin (2009-2010)
- Maggior generale Aleksandr Novkin (2011-2014)
- Maggior generale Arkadij Marzoev (2014-2016)
- Colonnello Valerij Plochotnjuk (2016-2017)
- Colonnello Aleksej Kolesnikov (2017-2019)
- Colonnello Vasilij Kolčin (2019-2021)
- Colonnello Sergej Maksimov (2021-dicembre 2022)
- Colonnello Azer Ramazanov (dicembre 2022 - 2024)[46]
- Colonnello Evgenij Ochrimenko (2024) †[32]